# Peloridiidae
Peloridiidae è una piccola famiglia di insetti Rincoti comprendente 25 specie. È l'unico raggruppamento interno ai Coleorrhyncha, tradizionalmente considerati una sezione degli Homoptera ma che attualmente hanno una posizione sistematica incerta.

## Distribuzione
L'areale e l'habitat dei Peloridiidae fa ipotizzare che l'origine di questi insetti risalga al Permiano, era in cui gli attuali continenti dell'emisfero australe erano riuniti nel Gondwana. Attualmente la famiglia è rappresentata in Cile, Patagonia, Australia, Nuova Zelanda e alcune isole minori dell'Oceania (Nuova Caledonia e Isola di Lord Howe).

## Morfologia
I Peloridiidae hanno caratteri morfologici intermedi fra i due più grandi raggruppamenti degli Eterotteri e degli Omotteri. Sono insetti di piccole dimensioni, con corpo lungo 2-4 mm, appiattito e di profilo ovoidale. Il tegumento delle ali e del pronoto presentano una scultura areolata che ricorda quella dei Tingidi.
Il capo è metagnato, provvisto di antenne brevi, non visibili dall'alto, composte da tre articoli. Alla vista dorsale si presenta largo e molto breve, con un profilo rettangolare, terminante con i due occhi ai lati. L'apparato boccale è del tipo pungente-succhiante, con rostro formato da 4 segmenti.
Il torace ha il pronoto espanso lateralmente e ricoperto da una scultura areolata. Le ali posteriori sono spesso assenti, mentre quelle anteriori presentano una venatura areolata che riprende i disegni del pronoto. In fase di riposo sono ripiegate orizzontalmente sull'addome.
L'addome delle femmine è provvisto di un ovopositore tipico, composto da tre paia di valve.

## Habitat e Biologia
I Peloriidae vivono in zone montane, nel sottobosco della foresta pluviale temperata a Nothofagus, fra i muschi e nella lettiera umida. Hanno un regime dietetico fitofago associato ai muschi, ma in letteratura è citato anche un adattamento alla micetofagia non sufficientemente accertato.
Lo sviluppo postembrionale si svolge attraverso 4 stadi giovanili e lo svernamento avviene probabilmente allo stadio di uovo.

## Sistematica
L'inquadramento sistematico dei Peloridiidae è alquanto incerto e controverso, sia per le insufficienti conoscenze sulle relazioni filogenetiche, sia per i caratteri morfologici intermedi fra quegli degli Omotteri e quelli degli Eterotteri. Fin dalla loro scoperta (BREDDIN, 1897), questi insetti furono inizialmente collegati agli Eterotteri, sia pur con interpretazioni differenti. MYERS & CHINA (1929) inquadrarono la famiglia, sempre su base morfologica, nell'ambito degli Omotteri, interpretazione confermata in successivi lavori da diversi Autori.
Nella classificazione tradizionale i Peloridiidae sono stati perciò inseriti come unica famiglia della Sezione Coleorrhyncha, allo stesso livello delle sezioni Auchenorrhyncha e Sternorrhyncha degli Omotteri. Nel 1991 CARVER et al. proposero, su basi filogenetiche, lo scorporo del raggruppamento parafiletico degli Omotteri in più sottordini. A questo punto la posizione sistematica dei Peloridiidae si fa controversa, con differenti interpretazioni, di cui le più condivise sono le seguenti:
- Inquadramento dei Coleorrhyncha come sottordine, all'interno dei Rincoti, allo stesso rango degli Heteroptera, degli Auchenorrhyncha e degli Sternorrhyncha.
- Inquadramento in un unico clade (Heteropteroidea) comprendente i sottordini degli Eterotteri e dei Coleorrinchi e distinto dai due cladi degli Auchenorrinchi e degli Sternorrinchi.

A prescindere dall'inquadramento sistematico, i Peloridiidae si suddividono in 13 generi comprendenti appena 25 specie:
- Hackeriella
- Hemiodoecus
- Hemiodoecellus
- Hemiowoodwardia
- Howeria
- Kuscheloides
- Pantinia
- Peloridium
- Peloridora
- Oiophysa
- Oiophysella
- Xenophyes
- Xenophysella